# 심순택
심순택(沈舜澤, 1824년 ~ 1906년)은 조선 말기와 대한제국의 문신이자 대한제국의 공작이다. 자는 치화(穉華), 본관은 청송이다. 서인의 초대 영수였던 병조판서 청양군(靑陽君) 심의겸(沈義謙)의 11대손, 조선 영조 때 이조판서와 판돈녕부사를 지낸 심택현(沈宅賢)의 5대손, 조선 정조 때 예조판서를 지낸 심풍지(沈豊之)의 증손, 조선 순조와 헌종 때 이조판서를 지낸 심능악(沈能岳)의 손자이며, 영의정에 증직된 심의린(沈宜麟)의 아들이다. 또한, 고종 때, 이조판서와 내무독판을 지낸 심이택(沈履澤)의 친형이다. 1906년 대한제국 공작(청녕공 靑寧公)에 봉작되었다. 시호는 문충(文忠)이다.
대한(大韓)이라는 칭호를 고종에게 최초로 주청하여 대한제국 국호를 만들었고, 지금의 대한민국 국호에도 대한이라는 칭호가 계승된다. 

## 관력
- 1850년(철종 1년) 증광문과에 급제하였다.
- 1852년(철종 3년) 예문관 검열(한림)을 지냈다.
- 1853년(철종 4년) 옥당(홍문관 부수찬 ~ 홍문관 직제학)을 지냈다.
- 1861년(철종 12년) 홍문관 부제학(옥당장), 이조참의를 지냈다.
- 1862년(철종 13년) 예방승지(우승지)를 지냈다.
- 1867년(고종 4년) 이조참판을 지냈다.
- 1874년(고종 11년) 충청도 관찰사를 지냈다.
- 1876년 형조판서를 지냈다.
- 1878년 예조판서를 지냈다.
- 1879년 세자시강원 좌빈객을 지냈다. 그 해에, 예조판서로서, 일본 대리공사(代理公使) 하나부사 요시타다와 강화도 조약에 의거하여, 함경도 원산진을 개항하는데 의결하였다. 이후, 세자시강원 우빈객을 지냈다.
- 1880년 이조판서, 한성부 판윤을 지냈다.
- 1881년 경리통리기무아문사(經理統理機務衙門事)를 지냈다.
- 1882년 종묘제조(宗廟提調), 판의금부사를 지내고, 도봉소 당상으로 재직할 때, 임오군란(壬午軍亂)이 일어나, 그 책임으로 파직되었다. 얼마 뒤, 다시 판의금부사에 제수되었다. 이후, 여러번 판의금부사를 지내고, 의정부 좌참찬을 지냈다.
- 1883년 예문관 제학, 홍문관 제학을 지냈다. (홍문관 예문관 양관 제학)
- 1884년 판돈녕부사를 거쳐, 우의정 겸 총리군국사무로 있을 때, 급진개화파가 갑신정변을 일으켰으나, 3일천하로 막을 내렸다. 직후에, 보수사대당(온건개화파)의 영수로서, 좌의정을 거쳐, 영의정에 올랐다.
- 1885년 영의정 겸 내의원 도제조, 영의정 겸 총리내무부사(총리대신), 영의정 겸 총리대신, 영돈녕부사, 영의정 겸 가상존호도감 도제조를 지냈다.
- 1886년 영의정 겸 중서 총리, 판중추부사, 영의정 겸 상호도감 도제조를 지냈다.
- 1888년 영의정 겸 대전(大殿)의 옥책문 제술관, 영의정 겸 자미당(紫薇堂)의 상량문 제술관을 지냈다.
- 1889년 영의정 겸 세자시강원 사 (왕세자 순종의 사부), 영의정 겸 영조대왕(英祖大王)의 옥책문 제술관을 지냈다.
- 1890년 영의정 겸 국장도감(國葬都監) 애책문 제술관을 지냈다.
- 1891년 영의정 겸 친군영 도제조(親軍營都提調)로서, 병조판서와 통위사(統衛使)를 특별히 겸직하였다.
- 1892년 선조대왕(宣祖大王)의 옥책문 제술관, 부묘도감(祔廟都監) 도제조를 지냈다.
- 1894년 갑오개혁이 단행되어, 친일내각이 구성되자, 영의정에서 물러나, 영중추원사로 전임되었다.
- 1895년 궁내부 특진관을 지냈다.
- 1897년 궁내부 특진관 겸 태의원 도제조를 지내고, 의정부 의정대신에 임명되었다. '대한제국'이라는 국호와 '광무'라는 연호, '황제'라는 칭호를 쓸 것을 주청하여, 채택되었다. 의정대신으로서, 원구단을 세우고, 고종의 황제 즉위식을 거행하는 것을 총관하였다. 고종 황제의 대한제국 반포와 동시에, 대한제국 초대 의정대신이 되었다. 이후, 의정대신으로서, 장생전 도제조(長生殿都提調)를 겸하다가, 스스로 사직하여, 궁내부 특진관이 되었다.
- 1898년 궁내부 특진관으로서, 태의원 도제조, 산릉석의중수도감 도제조를 겸했다. 이후, 다시 의정부 의정대신에 임명되었으나, 공홍식(孔洪植) 사건으로, 윤치호의 강한 비판을 받고, 스스로 사직하여, 다시 궁내부 특진관이 되었다.
- 1899년 대왕의 옥책문 제술관, 홍릉석의중수도감 도제조, 황제의 옥책문 제술관을 지냈다.
- 1900년 궁내부 특진관 겸 태의원 도제조, 영희전 상량문 제술관, 천릉지문 제술관을 지내고, 명성황후의 홍릉을 천장하는 총호사에 임명되었다. 이후, 창덕궁 선원전 제1실의 상량문 제술관, 영정모사도감과 진전중건도감의 도제조, 이모중건도감 도제조, 영돈녕원사를 지냈다.
- 1901년 대한제국 건국 1등 공신에 책록되어, 훈1등 태극장을 수여받았다. 이후, 목청전 상량문 제술관을 지내고, 다시 총호사가 되었다. 이후, 또 다시 의정부 의정대신에 임명되었다가 사직하고, 영돈녕원사가 되었다.
- 1902년 대훈위에 책록되고, 이화대수장을 수여받았다. 다시 의정부 의정대신에 임명되어, 기로소에 들어가고, 궤장을 하사받았다. 이후 영돈녕원사, 총호사를 지냈다.
- 1904년 애책문 제술관, 영돈녕원사 겸 태의원 도제조를 지냈다.
- 1905년 중화전(中和殿)의 상량문 제술관을 지내고, 영돈녕사사(領敦寧司事) 겸 태의원 도제조로 있을 때, 을사조약이 체결되자, 을사조약을 체결한 을사 5적을 처벌하라고 상소하였다.
- 1906년 광무황제가 '나라의 큰 공로가 있는 원로로서, 심순택을 특별히 공작(公爵)에 봉하라'는 조령(詔令)을 내려, 심순택을 청녕공(靑寧公)에 봉하였다. 공작에 봉작된 지 5일후에 별세하니, '문충(文忠)'이라는 시호가 내려졌다.

## 고종의 대한제국 반포와 심순택
의정부 의정(議政府議政) 심순택(沈舜澤)이 아뢰기를,
"신들이 명령을 받들어 연호(年號)를 의논하여 정하였는데 ‘광무(光武)’, ‘경덕(慶德)’으로 비망하여 써서 들입니다. 감히 아룁니다."
하니, 제칙(制勅)을 내리기를,
"‘광무’라는 두 글자로 쓸 것이다."

하였다.— 고종실록 35권, 고종 34년(1897년) 8월 14일 양력 1번째기사 : 심순택의 주청으로 연호를 광무로 쓸 것을 명하다

의정부 의정(議政府議政) 심순택(沈舜澤) 등이 백관(百官)을 거느리고 정청(庭請)하여 아뢰기를,
우리나라의 묘제(廟制)에서 공이 있는 임금은 조(祖)를, 덕이 있는 임금은 종(宗)을 쓴 것을 본래 천자(天子) 집안의 대례(大禮)입니다. 나라가 자주(自主)한 이후로 모든 의문(儀文)이 황제의 나라에 걸맞지 않은 것이 없습니다. 그런데 유독 ‘황제(皇帝)’ 두 글자로 더 높이자는 것에 대해서만은 이처럼 올리는 것을 마다하고 있는데, 겉으로는 올리지 않았다고 하더라도 실상은 올린 것과 같으며, 다만 아직 만국에 공표하지 않았을 뿐입니다.
정청(庭請)하여 재차 아뢰니, 비답하기를,
"온 나라의 같은 심정을 끝내 저버릴 수 없어서 곰곰이 이에 마지못해 애써 따르겠다. 이것은 중대한 일이니 마땅히 예의(禮儀)를 참작하여 행하도록 하라."

하였다.— 고종실록 36권, 고종 34년(1897년) 10월 3일 양력 1번째기사 : 심순택 등이 정청하여 다시 황제라고 부를 것을 아뢰다

시임 대신(時任大臣)과 원임 대신(原任大臣) 이하를 인견(引見)하였다. 
【의정(議政) 심순택(沈舜澤), 특진관(特進官) 조병세(趙秉世), 궁내부 대신(宮內府大臣) 민영규(閔泳奎), 장예원 경(掌禮院卿) 김영수(金永壽)이다.】
상이 이르기를,
"경 등과 의논하여 결정하려는 것이 있다. 정사를 모두 새롭게 시작하는 지금에 모든 예(禮)가 다 새로워졌으니 원구단(圜丘壇)에 첫 제사를 지내는 지금부터 마땅히 국호(國號)를 정하여 써야 한다. 대신들의 의견은 어떠한가?"
하니, 심순택(沈舜澤)이 아뢰기를,
"우리나라는 기자(箕子)의 옛날에 봉(封)해진 조선(朝鮮)이란 이름을 그대로 칭호로 삼았는데 애당초 합당한 것이 아니었습니다. 지금 나라는 오래되었으나 천명이 새로워졌으니 국호를 정하되 응당 전칙(典則)에 부합해야 합니다."
하였다. 상이 이르기를,
"우리나라는 곧 삼한(三韓)의 땅인데, 국초(國初)에 천명을 받고 하나의 나라로 통합되었다. 지금 국호를 ‘대한(大韓)’이라고 정한다고 해서 안 될 것이 없다. 또한 매번 각 국의 문자를 보면 조선이라고 하지 않고 한(韓)이라 하였다. 이는 아마 미리 징표를 보이고 오늘이 있기를 기다린 것이니, 세상에 공표하지 않아도 세상이 모두 다 ‘대한’이라는 칭호를 알고 있을 것이다."
하니, 심순택이 아뢰기를,
"삼대(三代) 이후부터 국호는 예전 것을 답습한 경우가 아직 없었습니다. 그런데 조선은 바로 기자가 옛날에 봉해졌을 때의 칭호이니, 당당한 황제의 나라로서 그 칭호를 그대로 쓰는 것은 옳지 않습니다. 또한 ‘대한’이라는 칭호는 황제의 계통을 이은 나라들을 상고해 보건대 옛것을 답습한 것이 아닙니다. 성상의 분부가 매우 지당하니, 감히 보탤 말이 없습니다."
하였다. 상이 이르기를,
"국호가 이미 정해졌으니, 원구단에 행할 고유제(告由祭)의 제문과 반조문(頒詔文)에 모두 ‘대한’으로 쓰도록 하라."

하였다.— 고종실록 36권, 고종 34년(1897년) 10월 11일 양력 3번째기사 : 심순택의 주청으로 국호를 조선에서 대한제국으로 개칭하다

천지에 고하는 제사를 지냈다. 왕태자가 배참(陪參)하였다. 
예를 끝내자 의정부 의정(議政府議政) 심순택(沈舜澤)이 백관(百官)을 거느리고 아뢰기를,
"고유제(告由祭)를 지냈으니 황제의 자리에 오르소서."
하였다. 신하들의 부축을 받으며 단(壇)에 올라 금으로 장식한 의자에 앉았다. 
심순택이 나아가 12장문의 곤면을 성상께 입혀드리고 씌워 드렸다. 이어 옥새를 올리니 상이 두세 번 사양하다가 마지못해 황제의 자리에 올랐다. 
왕후 민씨(閔氏)를 황후(皇后)로 책봉하고 왕태자를 황태자(皇太子)로 책봉하였다. 

심순택이 백관을 거느리고 국궁(鞠躬), 삼무도(三舞蹈), 삼고두(三叩頭), 산호만세(山呼萬世), 산호만세(山呼萬世), 재산호만세(再山呼萬世)를 창하였다.— 고종실록 36권, 고종 34년(1897년) 10월 12일 양력 1번째기사 : 심순택의 주관으로 고종이 황제의 자리에 오르고, 왕후 민씨를 황후로, 왕태자를 황태자로 책봉하고 산호만세 등을 창하다

## 심순택을 대한제국 공작에 책봉하다
조령(詔令)을 내리기를,
"시귀(蓍龜)의 원로로서 나라에 큰 공로가 있는 사람에게는 응당 특별한 은전을 베풀어야 하는 만큼, 영돈녕사사(領敦寧司事) 심순택(沈舜澤)에게 특별히 공작(公爵)을 봉하는 절차는 궁내부(宮內府)에서 널리 상고하여 거행하게 하라."
하였다. 궁내부(宮內府)에서 청녕공(靑寧公)에 봉하였다고 아뢰었다.
— 고종실록 47권, 고종 43년(1906년) 2월 20일 양력 1번째기사 심순택을 공작에 책봉하다

청녕공(靑寧公) 심순택(沈舜澤)이 졸하니, 조령(詔令)을 내리기를,
"이 대신은 풍채와 위풍(威風)이 순수하고 단아하며 성품과 도량이 온화하고 은혜로우며 일에 임해서는 치밀하게 잘 처리하고 차분하고 부지런하였다. 벼슬이 정승에 오른 지 10여 년 동안 충성과 지성을 다하여 짐(朕)을 도와 정사를 다스려 보익(補益)한 것이 실로 많았다. 나라의 명을 유신(維新)할 때에는 보필한 공로가 많았으며, 늙어서 시골집에 물러났을 때에도 오히려 원로로 의지하였다. 나이가 많았으나 정력과 식견이 쇠하지 않았거늘 부고가 갑자기 날아들 줄이야 어찌 생각이나 하였겠는가? 짐의 마음이 너무나 아파 가눌 수가 없다.
졸한 청녕공 심순택의 장사에 동원부기(東園副器) 1부(部)를 보내주고 예장(禮葬) 등의 절차는 규례를 살펴 거행하라. 아경(亞卿)을 보내어 치제(致祭)하도록 하고, 제문(祭文)은 직접 지어서 내려 보낼 것이다. 시호를 주는 은전은 시장(諡狀)을 기다리지 말고 장사를 지내기 전에 시호를 의정(議定)하라."

하였다.— 고종실록 47권, 고종 43년(1906년) 2월 25일 양력 1번째기사 청녕공 심순택이 졸하다

## 가계
- 증조부 : 심풍지(沈豊之) - 예조판서, 증 좌찬성, 시호는 정간(貞簡)
- 증조모 : 증 정경부인 기계 유씨 - 첨정 유언수(兪彦銖)의 딸, 영의정 유척기(兪拓基)의 손녀
  - 조부 : 심능악(沈能岳) - 이조판서, 좌참찬, 판의금부사, 판돈녕부사
  - 조모 : 정경부인 평산 신씨
    - 부 : 심의린(沈宜麟) - 증 영의정
    - 모 : 증 정경부인 의령 남씨
      - 부인(초취) : 정경부인 한산 이씨
      - 부인(재취) : 공작부인 능성 구씨
        - 양자: 심상진(沈相璡) - 승지, 대사성 - 이조판서 심이택(沈履澤)의 아들
        - 며느리: 청풍 김씨 - 예조판서 김규홍(金奎弘)의 딸, 좌찬성 김학성(金學性)의 손녀
          - 손자: 심영섭(沈永燮)

        - 장녀: 안동 김씨 승지 김병식(金炳軾)에게 출가
        - 차녀: 전주 이씨 비서승 이중철(李重轍)에게 출가
        - 삼녀: 한산 이씨 군수 이상규(李尙珪)에게 출가

      - 형: 심훈택(沈勛澤) - 평양서윤, 증 이조참판
      - 형수: 증 정부인 한산 이씨
        - 조카 : 심상찬(沈相瓚) - 규장각 직각, 대사성, 이조참의, 봉상사 제조, 중추원 1등의관

      - 동생: 심이택(沈履澤) - 이조판서, 판돈녕부사, 내무독판 - 형조판서 심의면(沈宜冕, 심능악의 동생 심능달의 아들)에게 입양됨
      - 제수: 정경부인 양주 조씨
      - 여동생: 전주 이씨 판서 이인솔(李寅率)의 아들 군수 이준하(李遵夏)에게 출가

## 참조
1. ↑  “고종실록 47권, 고종 43년 2월 20일 양력 1번째기사”. 2019년 3월 6일에 원본 문서에서 보존된 문서. 2019년 3월 5일에 확인함.

- 《철종실록》
- 《고종실록》

## 같이 보기
- 심풍지
- 심능악
- 심이택
- 심상훈
- 심상찬
- 심상한
- 조병세
- 윤용선
- 민영환
- 김홍집

| 전임 김병국 | 조선의 섭정 1884년 11월 30일 - 1885년 1월 1일 | 후임 김홍집 |